# 920-talet

## Händelser
- Idrisiderna fördrivs från Fès av Fatimiderna.

## Födda
- 922 - Harald Gråfäll, kung av Norge

## Avlidna
- 927 - Bjørn Farmann
- 929 - Al-Battani